# La Lanterne du Seigneur à Budapest
Série
Putain ! Les moustiques
(2000)
Pour plus de détails, voir Fiche technique et Distribution.
La Lanterne du Seigneur à Budapest (Nekem lámpást adott kezembe az Úr, Pesten) est un film hongrois réalisé par Miklós Jancsó, sorti en 1999. Il est présenté en compétition au Festival international du film de Karlovy Vary en 1999.
Il s'agit du premier film de Miklós Jancsó mettant en scène les personnages de Kapa et Pepe.

## Synopsis
Alors que la Hongrie termine sa première décennie dans un nouveau système démocratique et capitaliste, le film suit deux personnages burlesques, Kapa et Pepe, qui déambulent dans Budapest. L'un des arcs narratifs du film montre la nièce de Kapa tuer toute sa famille à coup de revolver.

## Fiche technique
- Titre : La Lanterne du Seigneur à Budapest
- Autre titre : Le seigneur me donna la lumière[1]
- Titre original : Nekem lámpást adott kezembe az Úr, Pesten
- Réalisation : Miklós Jancsó
- Scénario : Miklós Jancsó, Gyula Hernádi et Ferenc Grunwalsky
- Pays d'origine : Hongrie
- Format : Couleurs - 35 mm
- Genre : Comédie noire
- Durée : 103 minutes
- Date de sortie : 1999

## Distribution
- Zoltán Mucsi : Kapa
- Péter Scherer : Pepe
- József Szarvas : Józsi
- Miklós Jancsó : lui-même
- Gyula Hernádi : lui-même